# 亚太物理学会联合会
亚太物理学会联合会（英語：Association of Asia Pacific Physical Societies，缩写为AAPPS），也称为亚太物理学会协会、亚太物理学会，是亚洲、太平洋各国家、地区的物理学会、物理学研究机构、教育机构组成的国际组织，1990年在韩国汉城成立。

## 历任理事长
- 杨振宁（1990年－1992年）
- 陈佳洱（1999年－2000年）
- Won Namkung（2001年－2004年）
- 郑天佐（2005年－2007年）
- 张杰（2008年－2010年）
- 永宫正治（2011年－2013年）
- Seunghwan Kim（2014年－2016年）
- 龙桂鲁（2017年－2019年）
- 横山俊一（2020年－2022年）

## 外部連結
- Association of Asia Pacific Physical Societies（页面存档备份，存于）